# サンディ・パーカー
サンディ・パーカー（Sandy Parker、1952年3月2日 - ）は、カナダの元女子プロレスラー。ブリティッシュコロンビア州バンクーバー出身。

## 来歴
ルー・クラインの下でトレーニングを積み、1969年にデトロイトでデビュー。その後、南カリフォルニアに移り、ファビュラス・ムーラの指導を受ける。
1971年11月、スー・グリーンとのタッグでトニー・ローズ&ドナ・クリスタネーロが持つNWA世界女子タッグ王座に挑戦し獲得。しかし、この王座は現在まで公認されていない。翌年のスーパーボウル・オブ・レスリングではデビー・ジョンソンを新パートナーに起用し、ローズ&クリスタネーロから王座を奪回しようとしたが失敗。
1973年、全日本女子プロレスに初来日し日本に定着。星野美代子が持つWWWA世界シングル王座に挑戦し、奪取に成功。しかし、7月に星野に奪回されてしまう。一方で、マスクド・リー、ジーン・アントン、ベティ・ニコライとパートナーを変えつつWWWA世界タッグ王座にも戴冠した。
1974年には旗揚げシリーズのみであるが国際プロレスにも参戦しており、ポーラ・ケイとのタッグで小畑千代&佐倉輝美組と対戦している。
1975年に帰国し、アントン相手にオレゴン州初の女子プロレス戦を行っている。
1977年を最後に全女マットからは遠ざかるが、1981年に「プリンセス・モホーク」を名乗り九州シリーズでの異種格闘技戦要員として再度参戦。九州出身のデビル雅美や長与千種と対戦した。
1986年に引退し、2004年にはカリフラワー・アレイ・クラブ（CAC）に表彰された

## 私生活
彼女はプロレス界で公然とレズビアンとして生き、そのオープンな姿勢は当時の保守的な業界で注目に値する勇気を示していました。彼女は2022年6月に77歳で亡くなりましたが、彼女の死は2024年11月まで公表されませんでした。

## タイトル
- WWWA世界シングル王座
- WWWA世界タッグ王座

## 得意技
- ヘッドバット
- スクリュードロップキック